# Diumenge Sagnant (1972)
Diumenge Sagnant (Bloody Sunday en anglès) és el terme comunament usat per referir-se als fets succeïts al barri de Bogside de la ciutat de Derry, Irlanda del Nord el dia 30 de gener de 1972. Aquell dia 15.000 persones es manifestaven contra una llei que permetia al govern britànic empresonar sospitosos de pertànyer a l'IRA sense cap judici previ. La manifestació, convocada per l'Associació pels Drets Civils d'Irlanda del Nord, es portava a terme de forma pacífica fins que un grup aïllat de persones començaren a llançar pedres contra una barricada de soldats. Els soldats respongueren primer amb gas, bales de goma i aigua a pressió, i posteriorment amb bales reals, amb la qual cosa els carrers es convertiren en un caos.
Les xifres oficials parlen de:
- 13 morts, 6 d'ells menors d'edat.[1]
- 26 persones amb ferides de bala, 5 de les quals disparades per l'esquena.
- Més de 30 ferits en total, alguns atropellats per cotxes de l'exèrcit.

Diverses fonts independents, com alguns periodistes que cobrien la notícia, varen certificar que cap dels ferits no anava armat.
El primer batalló de paracaigudistes, responsable de l'acció, va ser sotmès a investigació per part del govern britànic, però les responsabilitats no van ser aclarides amb certesa. El 1998, el primer ministre Tony Blair va encarregar un nou informe, i, finalment, el 15 de juny de 2010, després de 12 anys d'investigacions, es va fer públic l'informe oficial, de 5.000 pàgines, que acusava formalment l'exèrcit britànic de la massacre.
El grup irlandès U2 va escriure una cançó sobre els fets, anomenada Sunday, Bloody Sunday, un gran èxit de vendes internacionals.